# Каспійська черепаха
Каспійська черепаха (Mauremys caspica) — вид черепах роду Водяні черепахи родини Азійські прісноводні черепахи. Має 3 підвиди.

## Опис
загальна довжина досягає 30 см. Карапакс має овальну форму. У молоді кілеватий, але у дорослих особин кілеватість згладжена. У самців хвіст довший, а пластрон дещо увігнутий. У самиць він рівний.
На голові, шиї й ногах помітні чіткі поздовжні світло-жовті смуги. Карапакс оливково-бурого кольору з жовтуватими смужками. Пластрон жовтий з чорними плямами, іноді слабко розвиненими. «Міст» між ними світлий, з чорними мітками між крайовими щитками.

## Спосіб життя
Полюбляє усілякі водойми: канали, арики, лісові річки, озера, ставки та прибережні ділянки, воліє проточні водойми. Зустрічається до висоти 1800 м над рівнем моря. Далеко від води не відходить. Активна вдень. Харчуються або гріються на березі, сидять, зачаївшись у кущах або траві. При найменшій небезпеці ховається у воду. Ніч проводять на дні водойми.
Харчується комахами, багатоніжоками, дощовими хробаками, ракоподібними, пуголовками, жабами, рибою, падло, а також водорості, хвощ, очерет, осоку, полин, бобові, ягоди шовковиці та ожини.
Зимує на дні водойм. Після зимової сплячки прокидаються у березні—квітні.
Статева зрілість настає у віці 10—11 років при довжині панцира 14—16 мм. Парування починається у травні. Самиця задніми лапами викопує у м'якому ґрунті ямку завглибшки близько 8 см й шириною 13 см. За сезон самка робить 3 кладки по 8—12 яєць: у травні — на початку червня, наприкінці червня й наприкінці липня. Яйця вкриті білою вапняною шкаралупою, мають довгасту форму довжиною 39—44 мм та шириною близько 22 мм, вагу 9—10 г. Інкубаційний період триває близько 90 діб. Черепашки вилуплюються, маючи довжину панцира 19—30 мм, зазвичай виходять на поверхню тільки на наступну весну.

## Розповсюдження
Мешкає у південній Європі (Хорватії, Чорногорії, Албанії, Македонії, Греції, Болгарії), Передній Азії, північному заході Аравійського півострова, а також на Кавказі, південно-західному Туркменістані.

## Підвиди
- Mauremys caspica caspica
- Mauremys caspica siebenrocki
- Mauremys caspica ventrimaculata